# Fédération Haïtienne de Football
A Federação de Futebol do Haiti (FHF) (em francês:  Fédération Haïtienne de Football) é o órgão da associação de futebol no Haiti. A FHF é responsável pela supervisão de todos os aspectos do jogo de futebol no Haiti, profissionais e amadores. Um membro da CONCACAF desde 1961, FHF é encarregado de futebol no Haiti e em todas as categorias inferiores. O principal campo desportivo é o estádio Sylvio Cator , em Port-au-Prince. Ele é um membro fundador da CONCACAF.

## Conselho Federal
| MembrO         | Função           | Notas                                                                                          |
| -------------- | ---------------- | ---------------------------------------------------------------------------------------------- |
| Yves Jean-Bart | Presidente       | Eleito pela quinta vez em janeiro de 2016, e tem se mantido a sua posição desde o ano de 2000. |
| Julio Cadet    | Vice-Presidente  |                                                                                                |
| Carlo Marcelin | Secretário-geral |                                                                                                |
| Frantz Calixte | Tesoureiro       |                                                                                                |
| Wilner Etienne | Diretor técnico  |                                                                                                |

## Comissão tecnica
- Técnico da seleção masculina: Patrice Neveu
- Assistente técnico: Pierre Roland Saint-Jean
- Técnico da seleção feminina: Shek Borkowski
- Diretor: Shek Borkowski
- Assistente técnico: Christian Castro
- Técnico Sub-20: Manuel Rodriguez Navarro
- Técnico Sub-17: Chery Pierre
- Ass.Téc. Sub-17: Gabriel Michel
- Técnico Sub-15: Julio Cesar Alvarez Perez
- Preparador Físico: Gregorio B. Modesto Gomez
- Academia: Gregorio B. Modesto Gomez

## Terremoto de 2010
A federação, que tinha dificuldades financeiras por anos, perdeu todos, mas dois de seus mais de 30 funcionários durante o terremoto de 2010. Também por causa do terremoto, o estádio nacional do campo, bem como muitos outros estádios, foram convertidos para ser usada como moradia para os sobreviventes e refugiados em tendas improvisadas. Devido à pessoais e financeiros perdas da federação, grandes montantes financeiros foram doados pela FIFA e globalmente–indivíduos de alto escalão dentro do esporte, bem como us $3 milhões de fundo para a reconstrução de infra-estruturas que havia sido criado pela FIFA.